# Indienlagarna
Indienlagarna (sp. Leyes de Indias) är den lagbok som utfärdades av den spanska kronan gällande dess amerikanska och filippinska kolonier inom det spanska imperiet. Lagarna reglerade det sociala, politiska och ekonomiska livet i dessa områden. Lagarna innehöll en mängd dekret utfärdade genom århundradena och de viktigaste lagarna från 1500-talet, som avsåg att reglera samspelet mellan nybyggare och infödda, såsom Burgoslagarna (1512) och Leyes Nuevas (”Nya lagarna”) (1542).
Under de femhundra åren av spansk närvaro i dessa delar av världen, gjordes nya sammanställningar flera gånger, framförallt den version som  Karl II lät göra 1680. Den blev den klassiska lagsamlingen, trots att det senare utfärdades lagar som ersatte delar av den och nya sammanställningar gavs ut. Sammanställningen av år 1680 kom att utgöra mallen för hur lagarna var organiserade.
Den spanska koloniseringen av Amerika medförde stora konflikter mellan ursprungsbefolkningen  och de spanska inkräktarna, på grund av reduktionssystemet och andra lagar. Samtidigt ägde konflikter rum mellan kolonisatörer och den spanska kronan när det gällde tillämpningen av de spanska lagarna. Den spanska monarkins lagar innefattade även lagar mot ”nya kristna” vilka reglerade ”blodets renhet” (Limpieza de sangre)
Två av de lagar som utfärdades under 1500-talet reglerade den spanska kontakten med de infödda, en fråga som kronan snabbt blev berörd av strax efter Columbus resor och hans tyranniska guvernörskap. Burgoslagarna (1512), som undertecknades av kung Ferdinand II av Aragonien, fokuserade på välfärden för de erövrade indianerna. Frågan återupptogs sedan efter att Bartolomé de las Casas hade uppmärksammat övergrepp som utförts av  encomenderos. Burgoslagarna reviderats genom Leyes nuevos (”Nya lagar”) 1542 som utfärdats av  Karl I och som snabbt sågs över igen 1552, efter att lagarna mötte motstånd hos kolonisterna. Dessa lagar följdes sedan av förordningar angående upptäckter 1573, som förbjöd all otillåten verksamhet mot oberoende infödda.
För att styra och reglera inrättandet av ”presidios” (militära städer), missionsstationer, och civila samhällen, utvecklade kung Filip II den första versionen av Indienlagarna, en omfattande guide som består av 148 förordningar till stöd för kolonister när det gäller lokalisering, uppbyggnad och att besätta bosättningarna. De kodifierar stadsplaneringsprocessen och representerade några av de första försöken till en generalplan. Indienlagarna, undertecknade 1573, anses vara de första omfattande riktlinjerna för planering och utveckling av samhällen. Lagarna var starkt påverkade av Vitruvius Tio böcker om arkitektur och Leon Battista Albertis avhandlingar om ämnet.
Efter att några av de nordligaste spanska kolonierna hade blivit en del av USA fick Indienlagarna stor betydelse i skapandet av regelverket för utvecklingen i USA, särskilt Land Ordinance-lagen 1785, som introducerade stad och land (”township” och ”section”) som organisatoriska områden..